# Trung Thành, Đà Bắc
Trung Thành là một xã thuộc huyện Đà Bắc, tỉnh Hòa Bình, Việt Nam.
Xã Trung Thành có diện tích 30,25 km², dân số năm 1999 là 1739 người, mật độ dân số đạt 57 người/km².